# Incilius periglenes
El sapo dorado (Incilius periglenes), también conocido como sapo dorado de Monteverde, es una especie extinta de anfibio anuro de la familia Bufonidae que alguna vez vivió en unos pocos lugares en el bosque de Monteverde, en Costa Rica, en Centroamérica. Está clasificado de la UICN como extinto. Desde 1989, no se ha visto un solo espécimen de sapo dorado.
Fueron descritos por primera vez en 1966 por el herpetólogo Jay Savage. Desde 1989, no se ha avistado ni registrado un solo sapo de esta especie, en ninguna parte del mundo. Su repentina desaparición es citada como parte de la disminución de las poblaciones de anfibios, que pueden ser atribuibles al cambio climático causado por el calentamiento global, una epidemia de hongos específicos de anfibios, o de otros factores, combinados o independientes.
Esta especie solo habitaba en una pequeña región de gran altitud del bosque nuboso en Monteverde, un área de aproximadamente 10 km², a 1500 m s. n. m.

## Biología
El sapo dorado era una de las más de 40 especies del género Incilius de la familia Bufonidae.

### Morfología
Los machos adultos medían apenas 5 cm de largo. Se han descrito de un color dorado-naranja fluorescentes, y, a diferencia de la mayoría de los sapos, su piel era lustrosa y brillante. Su descubridor estaba tan sorprendido al verlos por primera vez, que no podía creer que fueran reales: "Debo confesar que mi reacción cuando los vi por primera vez fue de incredulidad y de sospecha de que alguien había sumergido a los especímenes en pintura de esmalte". Las hembras de la especie eran levemente más grandes que los machos, y su aspecto era bastante diferente. En vez de ser de un naranja brillante, las hembras eran de un verde oliva a negro con manchas escarlata circundadas de amarillo.

### Reproducción
Se sabe muy poco acerca de su comportamiento: se cree que vivían bajo tierra, dado que no se podían observar durante la mayor parte del año. Por el contrario, su presencia era muy obvia durante su época de apareamiento, la cual duraba aproximadamente una semana, en abril, después de la temporada seca, cuando el bosque se vuelve más húmedo, los machos se reunían en charcos en gran número a la espera de las hembras. Los machos luchaban entre sí por la oportunidad de apareamiento hasta el final de la temporada de reproducción, tras lo cual volvían a sus madrigueras. Dejaban los huevos en charcos temporales, en sacos, con un promedio de 228 huevos y se convertían en renacuajos dos meses después de ser depositados.
En 1987, Martha Crump, ecologista y herpetóloga estadounidense, tuvo la fortuna de poder observar los rituales de apareamiento de estos sapos. En su libro In Search of the Golden Frog, En busca de la rana dorada, describió la experiencia como la vista más increíble que haya tenido, y dijo que se veían como "estatuas, joyas deslumbrantes en el suelo del bosque". El 15 de abril de 1987, Crump anotó en su diario de campo que había contado un total de 133 sapos apareándose en una "pileta del tamaño de una cocina". Cinco días después, Crump atestiguó que las piletas en el área se estaban secando, lo cual atribuyó a los efectos de El Niño, "dejando huevos desecados cubiertos con moho". Los sapos intentaron aparearse nuevamente en mayo. De los 43 500 huevos que Crump encontró, solamente 29 renacuajos sobrevivieron al secado del suelo del bosque.

## Historia

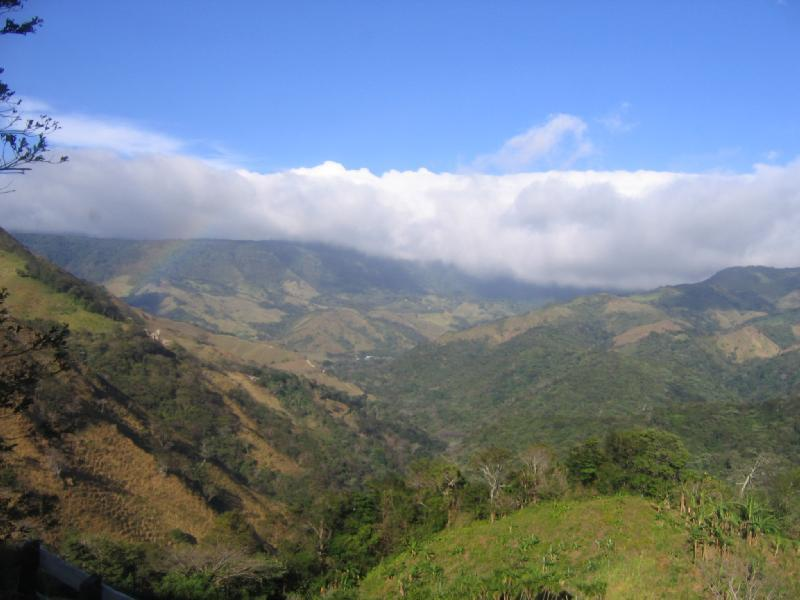
Hábitat del Sapo Dorado en la reserva del Bosque Nuboso de Monteverde.

Jay Savage descubrió al sapo dorado en 1966. Desde dicho año hasta julio de 1987, se observaron más de 1500 sapos adultos, pero solo diez u once en 1988, uno por Crump, y ningún otro ha sido visto desde el 15 de mayo de 1989, cuando Crump avistó al mismo macho solitario del año anterior.
Durante el periodo entre su descubrimiento y desaparición, el sapo dorado aparecía frecuentemente en carteles publicitarios promocionando la biodiversidad de Costa Rica. Existe un reporte anecdótico de un sapo dorado en las montañas de Guatemala cerca del poblado de Chichicastenango y también en el estado mexicano de Chiapas. Este avistamiento no ha sido confirmado. También existen especies comparables con el sapo dorado en la misma zona de su hábitat en Costa Rica, como es el caso del Bufo holdridgei.

### Extinción
Hasta fines de 1995, seis años y medio después del último avistamiento, los investigadores todavía esperaban que el sapo dorado continuara vivo en refugios subterráneos, de manera similar a otras especies de sapos que tienen ciclos de vida de más de doce años. En 2004, la IUCN listó la especie como extinta, tras una evaluación en la que participó Savage, el herpetólogo que había descubierto la especie treinta y ocho años atrás. La declaración de la IUCN se basó en la falta de avistamientos desde 1989 y la falta de resultados positivos de la extensiva búsqueda que se ha llevado a cabo desde entonces.
Tim Flannery describe la extinción del sapo dorado como la primera extinción en Costa Rica debida al calentamiento global, pero esta no es la única explicación acerca de su extinción. Jennifer Neville, de la Northern Ohio Association of Herpetologists, examina las diferentes hipótesis que intentan explicar la extinción del sapo dorado en su artículo  "The Case of the Golden Toad:  Weather Patterns Lead to Decline": llega a la conclusión de que la hipótesis de la corriente de El Niño está claramente apoyada por los datos disponibles. La IUCN da un número de razones posibles en su descripción de las últimas amenazas a la especie, entre las cuales destacan la limitada área de hábitat del sapo dorado, el calentamiento global, enfermedades como chytridiomycosis causada por el hongo Batrachochytrium dendrobatidis, la polución del aire y también menciona el incremento en la radiación UV-B, hongos o parásitos y bajos niveles de pH y la presencia de especies invasoras.
También es una hipótesis aceptable que las especies invasoras, no nativas de la zona, podrían haber causado su extinción. Los que apoyan esta teoría afirman que fueron los turistas los principales introductores de estas especies en Costa Rica. En los años anteriores a la extinción de Incilius periglenes, el turismo creció exponencialmente en Costa Rica, impulsado por la estabilidad histórica de su gobierno y las siempre buenas relaciones con los Estados Unidos. La introducción de una nueva especie podría haber tenido efectos negativos en las pequeñas poblaciones de sapo dorado. I. periglenes había carecido de variación genética significativa debido a la naturaleza restrictiva de la cría en una misma población.[cita requerida]